# BRM P133
La BRM P133 è una monoposto di Formula 1, costruita dalla scuderia inglese British Racing Motors per partecipare al Campionato mondiale di Formula 1 1968 e Campionato mondiale di Formula 1 1969.

## Descrizione

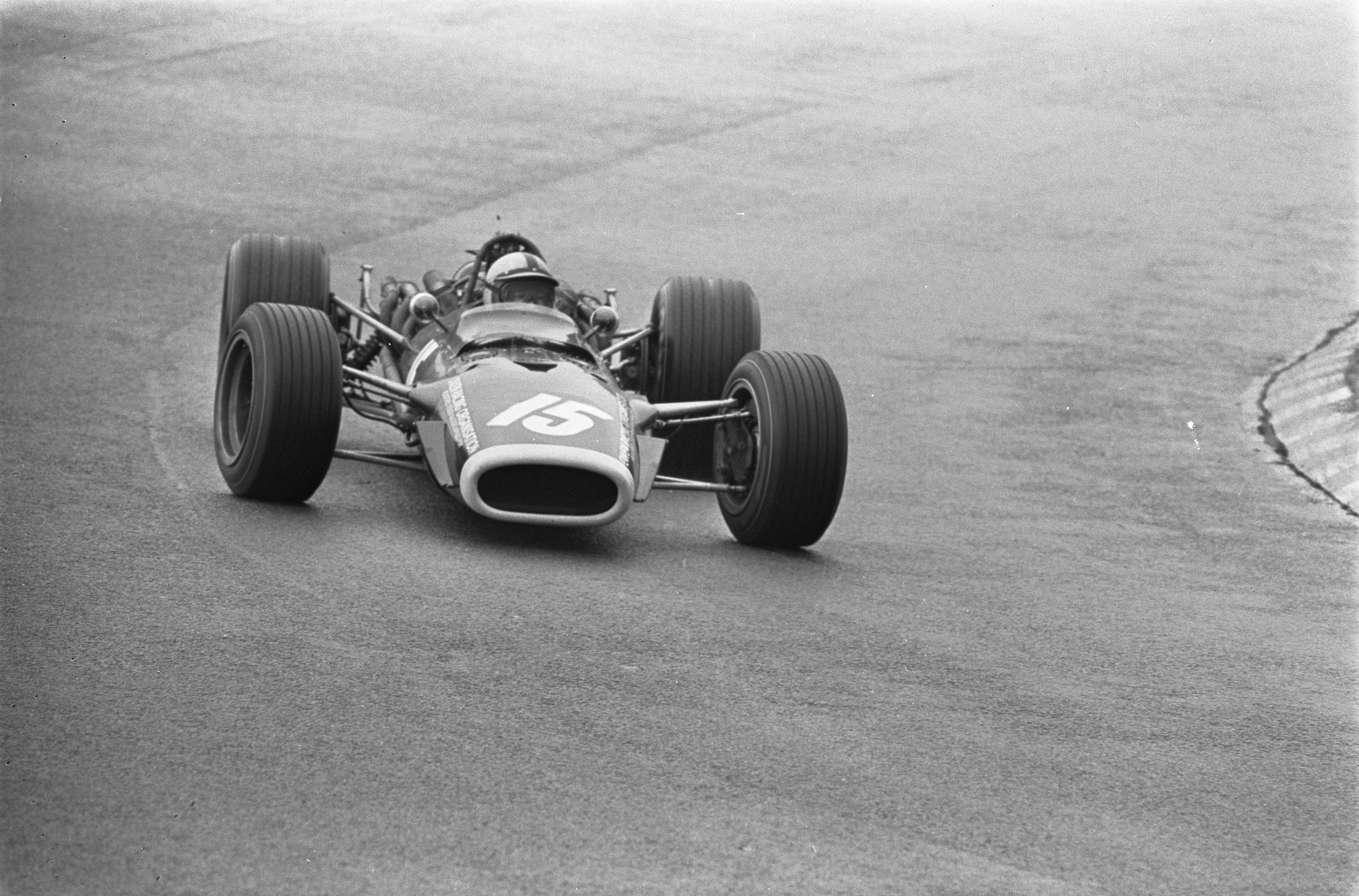
Pedro Rodriguez al Gran Premio d'Olanda 1968

Era alimentato da un motore BRM P142 con architettura V12 da 3,0 litri. I suoi risultati furono un secondo posto nel Gran Premio del Belgio del 1968, due terzi posti nel Gran Premio d'Olanda del 1968 e nel Gran Premio del Canada del 1968, e il giro più veloce nel Gran Premio del 1968, ottenuti da Pedro Rodríguez.